# VFA-131
第131“野猫”战斗攻击机中队是驻扎在奥西安纳海军航空基地的一个美国海军战斗机中队。该中队的无线电呼号是“Cat”，飞机尾号是“AG”。

## 任务
VFA-131中队是美国大西洋舰队的航母打击力量，主要利用F/A-18战机攻击陆地和海面目标，并保护舰队使其免受空中和海面的威胁。

## 中队徽章及绰号
1984年1月26日该徽章经美国海军作战部长审核通过。

## 历史

### 20世纪80年代
1983年10月2日VFA-131中队在加利福尼亚州的勒莫尔海军航空基地建立，并在VFA-125中队的指导下进行F/A-18“大黄蜂”战斗机的训练。1984年5月，该中队接收了第一架F/A-18A战机。1985年1月，VFA-131的驻地迁到了佛罗里达州的塞西尔·菲尔德海军航空基地，并同时成为了大西洋舰队第一个装备F/A-18的中队。
作为第13舰载机连队（CVW-13）的一部分，VFA-131中队于1985年10月部署到了地中海上的珊瑚海号航空母舰（CV-43）上。
1986年3月在锡得拉湾，美国侦察机在公海上遭到了利比亚萨姆-5导弹的袭击。4月14日，VFA-131和第13舰载机联队的其他中队以及第1舰载机联队的A-7海盗攻击机参与了“黄金峡谷”行动，使用AGM-88哈姆导弹攻击了利比亚在班加西的地对空导弹基地。这也是F/A-18第一次参加战斗。
1988年10月，VFA-131加入了第7舰载机联队。1990年3月，该中队被部署到了地中海上的艾森豪威尔号航空母舰（CVN-69）上。10月，该中队开赴海湾战场，成为“沙漠盾牌”行动的一员。
从1988年8月15日到10月8日，VFA-131被独立号航空母舰（CV-62）从诺福克海军基地运到了北岛海军航空基地。

### 20世纪90年代
1990年8月，VFA-131正部署在艾森豪號航空母艦上，奔赴红海参加了“沙漠盾牌”行动。该行动是为了反对伊拉克对沙特阿拉伯的战争威胁和协助对伊拉克的经济封锁以逼迫其从科威特撤军。“艾森豪威尔”号的任务是阻止伊拉克进攻沙特阿拉伯。
在“沙漠盾牌”行动结束之后，VFA-131中队换装了F/A-18C战斗机。一年之后，该中队再次部署到了“艾森豪威尔”号航母上去红海和波斯湾支援“沙漠风暴”行动。
1994年5月，该中队参与了喬治·華盛頓號航空母艦（CVN-73）的处女航，并加入了在波黑的禁飞区任务和在伊拉克南部的南方守望行动。1994年10月，他们回到了波斯湾并参加了“警戒武士”行动以回应伊拉克的侵略。
1996年4月，VFA-131中队再次被部署到“华盛顿”号上，在地中海、亚得里亚海和波斯湾参与了“决定努力”行动和“南方守望”行动。1998年4月，该中队被部署到首航的約翰·C·史坦尼斯號航空母艦（CVN-74）上，再次支援了在伊拉克的“南方守望”行动。1998年12月回到美国之后，VFA-131从佛罗里达州的塞西尔·菲尔德海军航空基地迁到了弗吉尼亚的奥西安纳海军航空基地。

## 21世纪
2001年9月11日，VFA-131正在弗吉尼亚海角的约翰·F·肯尼迪号航母（CV-67）上。在“911”袭击发生几个小时之后，VFA-131全副武装的F/A-18“大黄蜂”战机就开始在华盛顿和纽约上空巡逻，并作为“神鹰行动”的一部分。2002年2月，VFA-131前往北阿拉伯海参与“持久自由”行动，在阿富汗上空执行战斗巡逻任务。从2004年1月到7月，VFA-131部署在“乔治·华盛顿”号航母（CVN-73）上参加了“自由伊拉克”行动。从2006年10月到2007年6月，VFA-131被部署在“艾森豪威尔”号上参与“自由伊拉克”、持久自由行動和在索马里的一些行动。